# Philip Catherine

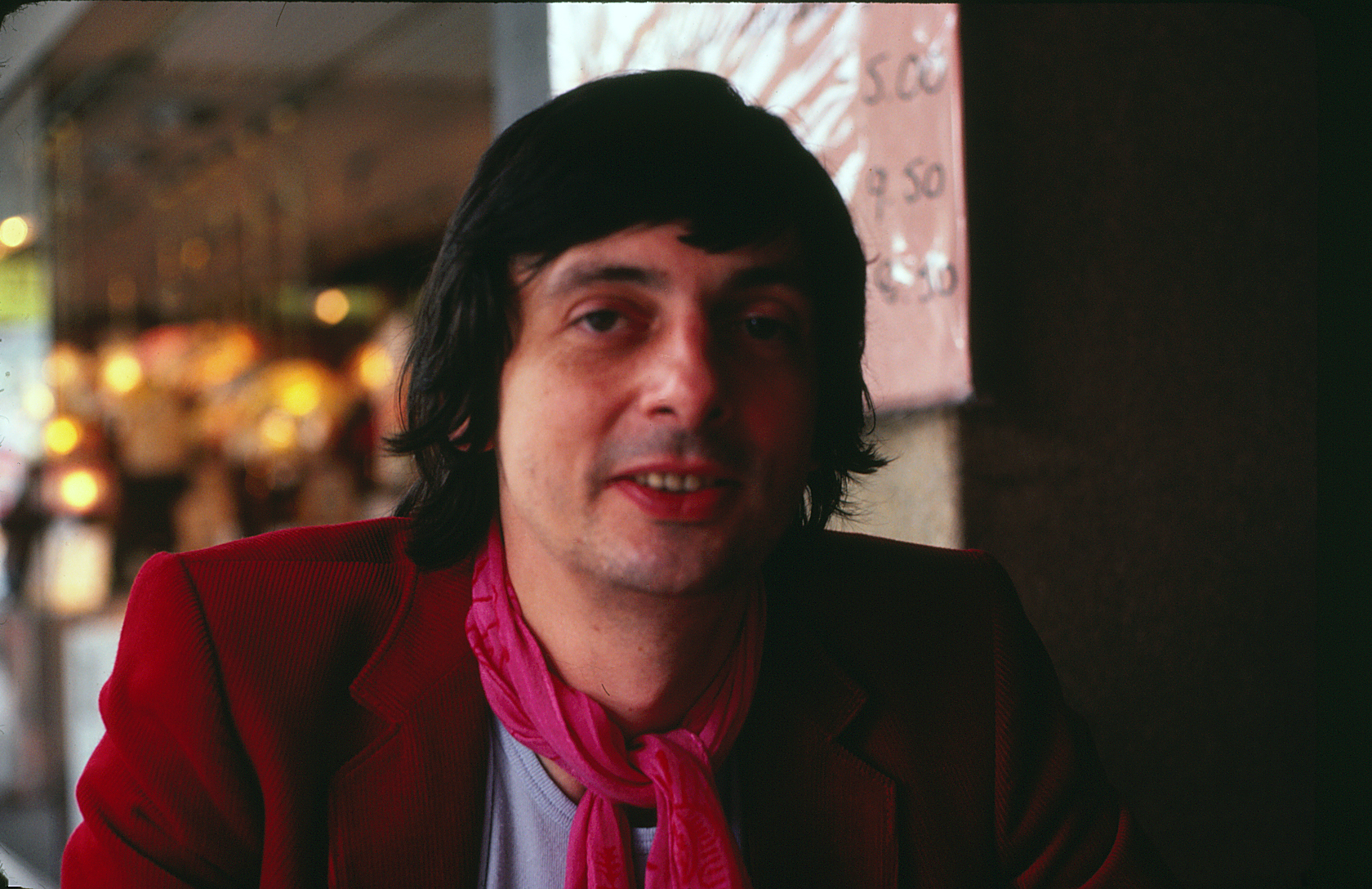
Philip Catherine en Montreux, 1980 – Fotografía por Patty Mooney

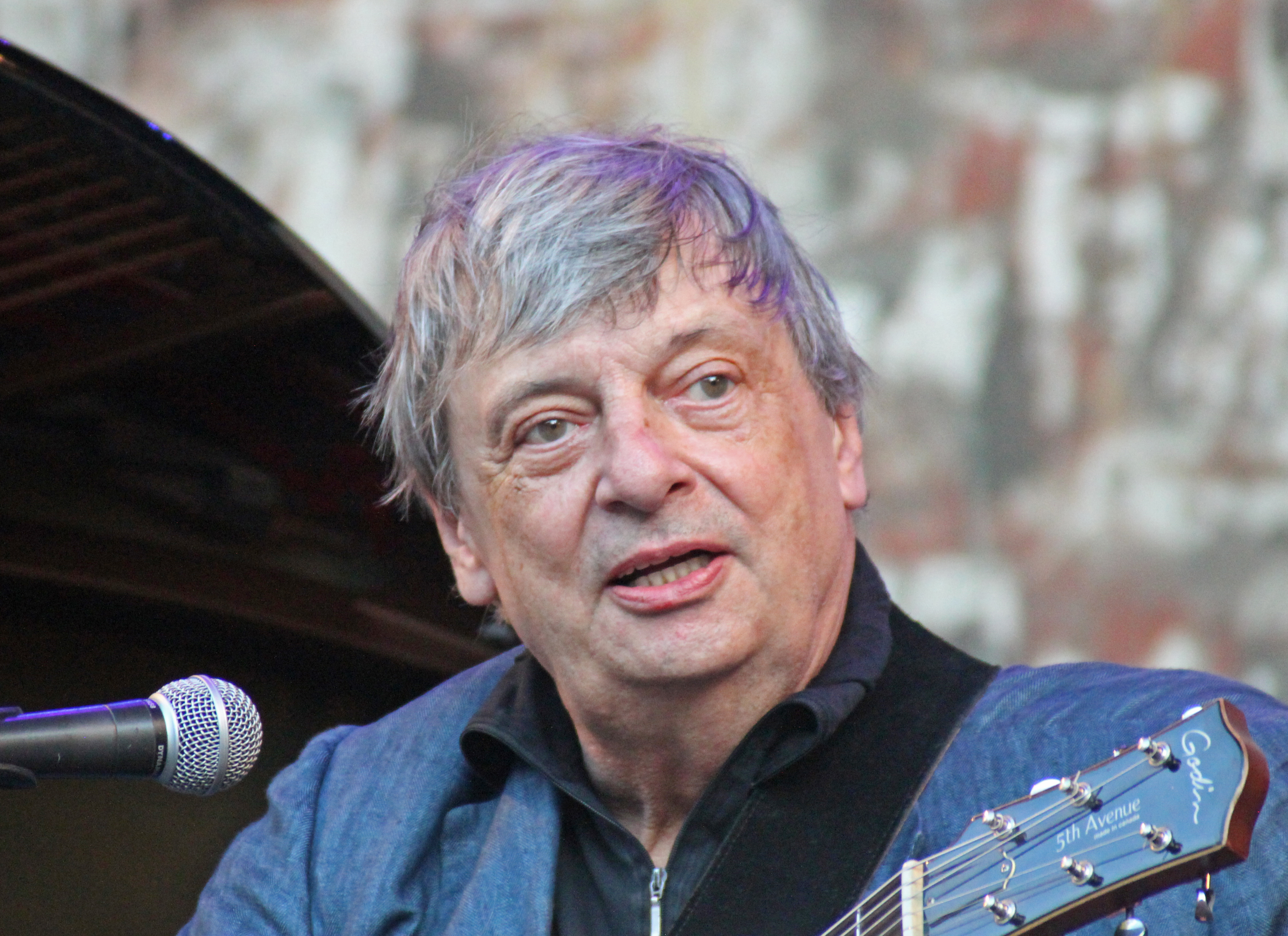
Philip Catherine en Fráncfort del Meno, 2017

Philip Catherine (nacido el 27 de octubre de 1942, en Londres, Inglaterra) es un guitarrista de jazz belga, nacido de madre inglesa y padre belga, conocido por sus colaboraciones en numerosos discos y con músicos de jazz como Chet Baker, Charles Mingus, Dexter Gordon, Richard Galliano, Niels-Henning Ĝrsted Pedersen, Stéphane Grappelli, Toots Thielemans, Robert Wyatt, Klaus Doldinger, Buddy Guy, Karin Krog, Carla Bley, Larry Coryell, Mike Mantler, Joachim Kühn, y dentro de la banda de rock progresivo Focus.

## Biografía
Catherine provenía de una familia musical, donde su abuelo fue primer violinista de la Orquesta Sinfónica de Londres, y él a temprana edad desarrolló su oído para la música. Cuando escogió la guitarra, después de escuchar la guitarra de Georges Brassens, comenzó a escuchar jazz. Pronto tuvo la oportunidad de tocar con algunos de los músicos que actuaban en Bélgica, donde residía en esa época. Catherine estuvo a la vanguardia en el jazz europeo de la década de los 60 y trabaja con artistas como Lou Bennett, Billy Brooks, Edgar Bateman, John Lee, Gerry Brown, Jean-Luc Ponty, Larry Coryell, Alphonse Mouzon, Charlie Mariano, Kenny Drew y Tom Harrell, además de los mencionados anteriormente. Su peculiar sonido, su dedicación a la música y, sobre todo, su muy emocional lirismo en su forma de tocar y en su música, han sido muy importantes e influyentes.
En la década de los 60 fue miembro del Jean-Luc Ponty Quintet, y grabó su álbum de debut como solista titulado Stream (1971), producido por Sacha Distel. El álbum fue grabado en 1970 en París, y fue lanzado en 1971, por Warner Bros Records. Un año más tarde, colaboró con John Scofield, Ran Blake, George Benson y otros músicos en Boston. A principios de 1976 Catherine reemplaza a Jan Akkerman en el grupo de rock Focus y apareció en el álbum de la banda, Focus con Proby, que también contó con la cantante estadounidense P. J. Proby. En la década de los 80 Catherine toca mucho con el Chet Baker Trío y aparece en varios álbumes de Baker. También tocó con Charles Mingus, que nombró a Catherine "el joven Django".

En Todo Sobre el Jazz el crítico Ed Kopp, en su crítica de su álbum de Guitar Groove, dice: "Guitar Groove es un increíblemente lírico esfuerzo de un guitarrista en su mejor momento. Su música debería gustar por igual a los fans de la corriente principal del jazz, a los de la fusión, y a cualquier persona que aprecia la superior musicalidad del jazz". Otro crítico de Todo Sobre Jazz, Juan Kelman, indica en su crítica de su álbum de 2008 Guitars Two: 
"A veces no es bueno conseguir el éxito demasiado pronto en una carrera. Se le llama 'el joven Django' por Charles Mingus y actúa en la misma esfera de fusión que John McLaughlin y Larry Coryell, el belga Philip Catherine fue destacado en los años 70 como un guitarrista ardiente, aunque descaradamente lírico. No es que haya nada malo con eso, pero su carrera, ahora que llega a su sexta década de vida, ha sido siempre mucho más que la potencia de la fusión, algo que Guitars Two demuestra con creces. Tiene la capacidad de hacer referencia a los guitarristas tradicionales de Reinhardt a Wes Montgomery, mientras que no suena como nadie sino a sí mismo. Las cualidades que establecieron su reputación se mantienen, pero son subsumidas en un enfoque más amplio que hace que Guitars Two merezca un lugar junto al álbum de Pat Metheny New Chautauqua (ECM, 1979), el de Bill Frisell Ghost Town (Nonesuch, 2000) y el de Joe Pass '70s Virtuoso series on Pablo', como el pináculo de lo que puede ser hecho por un hombre y un puñado de guitarras".
Es considerado el abuelo del jazz belga y sigue muy activo en la escena belga del jazz. Ganó el primer premio belga Golden Django (en 1995) como el mejor artista de habla francesa.

## Discografía

### Solo
- 1971: Stream (Warner Bros. – 46 149), con Giggs Whigham, Freddy Deronde, Freddy Rothier & Marc Moulin
- 1975: September man (Atlantic – 40 562), con John Lee, Gerry Brown, Jasper Van't Hof, Charlie Mariano & Palle Mikkelborg
- 1975: Guitars (Atlantic – 50193), solo guitar
- 1976: Nairam (Warner Bros. – BS 2950), con John Lee, Gerry Brown, Jasper Van't Hoff, Charlie Mariano & Palle Mikkelborg
- 1980: Babel (Elektra – ELK 52 244), con André Ceccarelli, Jannick Top, Patrick Orieux, Jean-Claude Petit & String Quartet
- 1982: End of August (Wea – K 58450), con Nicolas Fiszman, Charlie Mariano & Trilok Gurtu
- 1986: Transparence (in-akustik – inak 8701CD), con Hein Van de Geyn, Aldo Romano, Diederik Wissels & Michel Herr
- 1988: September Sky (Fever), con Tom Harrell, Hein van de Geyn & Aldo Romano
- 1988: Oscar (Igloo – IGL 060), trío con Hein Van de Geyn & Dré Pallemaerts
- 1990: I Remember You (Criss Cross – Criss 1048 CD), como 'Philip Catherine Trio' including Hein Van de Geyn & Tom Harrell
- 1992: Moods, Vol. I (Criss Cross – Criss 1060 CD), como 'Philip Catherine Trio' including Hein Van de Geyn & Tom Harrell
- 1992: Moods, Vol. II (Criss Cross – Criss 1061 CD), como 'Philip Catherine Trio' including Hein Van de Geyn & Tom Harrell
- 1997: Live (Dreyfus), con Bert Van den Brink, Hein Van de Geyn & Hans Van Oosterhout
- 1998: Guitar Groove (Dreyfus – FDM 36599-2), con Rodney Holmes, Alfonso Johnson & Jim Beard
- 2000: Blue Prince (Dreyfus – FDM 36614-2), con Hein Van de Geyn, Hans Van Oosterhout & Bert Joris
- 2002: Summer Night (Dreyfus – FDM 36637-2), con Philippe Aerts, Joost van Schaik & Bert Joris
- 2008: Guitars Two (Dreyfus)
- 2010: Concert in Capbreton (Dreyfus – FDM 46050 369412), con Enrico Pieranunzi, Joe Labarbera & Hein Van De Geyn
- 2011: Plays Cole Porter (Challenge), con Philippe Aerts, Karel Boehlee & Martijn Vink
- 2012: Côté Jardin (Challenge – CHR70178), con Nicola Andrioli, Antoine Pierre & Bassist Philippe Aerts
- 2014: New Folks (ACT), con Martin Wind (double bass)
- 2015: The String Project (ACT), live in Brussels

### Como colíder
Trío con Charlie Mariano & Jasper Van ' t Hof
- 1974: Transistory (MPS 21 22099-0)
- 1974: Cascade (Keytone – KT 444 054)
- 1975: 15 (Horo)
- 1976: The Door Is Open (MPS – DC 228 754)
- 1979: Sleep My Love (CMP – LC 6055C)
- 1996: Operanoia (Intuition 3158)
- 2009: The Great Concert (Enja – 9532 2)

Dúo con Larry Coryell
- 1977: Twin-House (Elektra – 6E-123)
- 1978: Splendid (Elektra – 6E-153)

Trío con Kenny Drew & Niels-Henning Pedersen Ĝrsted
- 1975: Morning (SteepleChase)
- 1977: In Concert (SteepleChase)
- 1983: And Far Away (Soul Note)

Trío con Larry Coryell y Joachim Kühn
- 1980: Live! (Elektra – ELK 52 232)

Trío con Didier Lockwood & Cristiana Escoude
- 1983: Trío (JMS – JMS 031)

Trío con Jean-Louis Rassinfosse & Chet Baker
- 1985: Crystal Bells (Igloo – IGL 034)

Dúo con Niels-Henning Pedersen Ĝrsted
- 1983: The Viking (Pablo – CD 2310-894)
- 1992: Spanish Nights (Enja – ENJ-7023 2)
- 1993: Art of the Duo (Enja 8016-2)

Dúo con Bert Joris
- 2005: Meeting Colours (Dreyfus – FDM 36675-2)

### Colaboraciones
Con Lou Bennett & Jack Sels
- 1961: Jack Sels (IBC – 4C 054 97754)

Con Jean-Luc Ponty
- 1971: Open Strings (MPS 15.343)

Con Klaus Weiss
- 1971: I Just Want to Celebrate (BASF – 44 21247-5/1-2)
- 1971: Sunbirds (BASF – 20 21110-2)

Con Jean-Luc Ponty y Stéphane Grappelli
- 1973: Ponty – Grappelli (América – 6139)

Con Toots Thielemans
- 1974: Toots Thielemans/Philip Catherine & Friends (Keytone – DU 51 093)
- 1998: Chez Toots (Private Music – 0100 82160 2)

Con Marc Moulin
- 1974: Placebo (Harvest – C064-95378)
- 1975: Sam' Suffy (CBS 80753)
- 2001: Top Secret (Blue Note – 07243 5371292 0)
- 2004: Entertainment (Blue Note – 072430866472 21)

Con Peter Herbolzheimer
- 1974: Scenes (MPS 21-22284-5)
- 1976: Wide Open (MPS 21-21948-8)

Con Karin Krog
- 1974: You Must Believe in Spring (MR5)

Con Niels Henning Orsted Pedersen
- 1975: Jaywalkin' (Steeple Chase – SCCD 31041)
- 1976: Double Bass (Steeple Chase – SCS 1055)
- 1978: Live at Montmartre Vol. 1 (Steeple Chase – SCCD 31083)
- 1978: Live at Montmartre Vol. 2 (Steeple Chase – SCCD 31093)

Con Rolf Kühn
- 1975: Total Space (MPS 20 22625-5ATL 50 280 b)

Con John Lee & Gerry Brown
- 1975: Mango Sunrise (Blue Note – BN-LA541-G)

Con Michael Gibbs
- 1975: The Only Chrome Waterfall Orchestra (Bronze – BR 201)

Con el Dexter Gordon Quartet
- 1975: Something Different (Steeple Chase Scs 1136)

Con Passport
- 1975: Doldinger Jubilee '75 (Atlantic)

Con Joachim Kühn
- 1976: Springfever (Atlantic – ATL 50 280 b)
- 1976: Hip Elegy (MPS DC 22 794-4)

Con Focus
- 1976: Live at BBC (Hux050)
- 1978: Con Proby (Harvest ST-1721)

Con Larry Coryell
- 1976: Twin House (Atlantic – 50 342)
- 1977: Back Together Again (WEA – WEA 50382)
- 1978: Splendid (Elektra – 52 986)

Con Charles Mingus
- 1977: Three or Four Shades of Blue (Atlantic SD 1700)

Con NDR
- 1977: Jazz Workshop (NDR)

Con Carla Bley y Mike Mantler
- 1979: More Movies (Watt – 10A/1)

Con Stéphane Grappelli
- 1979: Young Django (MPS 15510)
- 1992: Live (Birdology – 517392- 2)

Con Zbigniew Seifert
- 1979: We'll Remember Zbiggy (Mood 24 500)

Con Chet Baker
- 1983: Crystal Bells/Estate (Igloo – 034CD)
- 1985: There'll Never be Another You (Timeless)
- 1985: Chet's Choice (Criss Cross – 1016 CD)
- 1985: Strollin' (Enja – 5005CD)
- 1985: In Bologna (Dreyfus 191 133-2

Con Aldo Romano
- 1983: Alma Latina (Owl – OWL 031)

Con Jean-Claude Petit
- 1987: Salopes !! Vent De Panique (Milán – 349)

Con el European Jazz Ensemble
- 1989: Live at the Philarmonic, Köln (M.A Music – A 800-2)

Con Maurane
- 1989: Maurane (Polydor – 939 159-2

Con Freddie Deronde
- 1990: Spontaneous Effort (Igloo – IGL 081)

Con Richard Galliano
- 1991: New Musette (Label Bleu – LBLC 6547 HM 83)

Con Barney Wilen y Palle Danielsson
- 1991: Sanctuary (IDA 029C)
- 1993: Le Grand Cirque (Wan+Wan DK018 53029.2)

Con Diederik Wissels y David Linx
- 1993: If One More Day (Les Disques du Crépuscule – TWI 970-2)

Con Erkan Ogur
- 1993: Fretless (EFA CD 00714-2)

Con Jacques Pelzer
- 1993: Salute to the Box (Igloo 106)

Con Laila Dalseth
- 1995: A Woman's Institution (GMCD 87)

Con Marcia Maria
- 1995: Passion (Igloo – IGL111)

Con Ivan Paduart
- 1995: White Nights (A al 73061)

Con Aziza Mustafa Zadeh
- 1996: Jazziza (Columbia – 487897 2)

Con Baruti Trío @ 4
- 1996: Ndugu Yangu (Maîsha com 01)

Con Emmanuel Bex y Aldo Romano
- 1998: Trío (Criss Cross)

Con Robert Wyatt
- 1997: Shleep (Hanibal – HNCD 1418)

Con Orion
- 1998: Orión (Keltia Musique – RSCD M 312)

Con Enrico Pieranunzi
- 2000: Alone Together (Challenge – SACHR 75056)

Con Joan Reinders
- 2000: Millenium Triangular Jazz Orchestra (A al 73199)

Con Oliver Strauch
- 2000: Short Stories (Mons- MR 874-327)

Con Julien Clerc
- 2003: Studio (Virgin – 72435 843632 7)

Con Soledad
- 2006: Passage (Virgin)